# Loutna
Loutna je termín obecně označující  Strunný nástroj, pro který je charakteristický vydutý korpus (mušle). Další charakteristikou nástrojů loutnové rodiny jsou struny zdvojené v unisonu nebo v oktávě (sbory). Samotné slovo loutna se používá ve spojení renesanční loutna, barokní loutna a arciloutna; rodina loutnových nástrojů ale zahrnuje široké spektrum typů, které se liší svou hudební funkcí, časovým a geografickým zařazením, systémem ladění, ostruněním či velikostí. Mimo evropskou hudební tradici se také používá ve spojení čínská loutna.

## Historie
Loutna patří k nejstarším nástrojům lidské historie; první zmínky o loutnovém nástroji najdeme již v Mezopotámii. Původně se zřejmě jednalo o vydlabanou dýni potaženou zvířecí kůží a opatřenou dřevěným krkem se strunami ze zvířecích střev. Do Evropy dorazila loutna z arabských zemí, nejpravděpodobněji přes Španělsko. Arabská loutna – „al úd“ – měla jednoduché ostrunění, které bylo rozezníváno plektrem (trsátkem) a nepoužívala pražce. Plektrum se používalo poměrně dlouhou dobu i v Evropě, ale bylo nakonec vytlačeno hrou prsty, byly přidány vázané pražce a jednoduché ostrunění bylo nahrazeno tzv. sborovým, kdy byly ke stávajícím strunám přidány struny v unisonu nebo v oktávě. Typická renesanční loutna 16. století měla 6 sborů laděných in G nebo in A. Změn průběžně doznávala i konstrukce nástroje samotného a postupně byly přidávány další sbory, takže v polovině 18. století má typická barokní loutna 13 sborů laděných in d. V průběhu evropské historie loutny můžeme napočítat na 40 druhů loutnových nástrojů. Patří mezi ně např. theorba, arciloutna, mandora, cistra, angelika, collascione atd. V průběhu 18. stol. zájem o hru na loutnu upadá, posledním aktivně užívaným typem byla barokní loutna a mandora. V důsledku změny hudebního vkusu i sociální funkce hudby její roli kolem roku 1800 přebírají kytarové nástroje. Obraz loutny zůstal nadále v romantických historizujících představách o potulných muzikantech a kolem roku 1900 se vyráběly kytary s korpusem ve tvaru loutny. Ve 20. století byla loutna i hra na ni obnovena v rámci probuzení zájmu o historicky poučenou interpretaci a stala se součástí běžného instrumentáře souborů staré hudby.

## Hra
Na loutnu se hraje z not nebo z typické loutnové tabulatury, která se vyvíjela podle regionů, nejstarší je tabulatura německá, dále rozlišujeme italskou, španělskou a francouzskou loutnovou tabulaturu, která posléze v souvislosti s oblibou francouzské loutnové hudby ovládla celý kontinent. Tabulatura je číselný nebo písmenný zápis hmatů na krku nástroje, má většinou šest linek a hmaty jsou opatřeny nad osnovou rytmickými znaménky. Výhoda tabulatury oproti notovému zápisu je ta, že hráč může snadno přeladit nástroj do jiné tóniny anebo hrát na různé drnkací nástroje z tabulatur pro ně určených, protože tabulatura je přímým zápisem hmatů, tím pádem si hráč neláme hlavu s převodem notových hodnot do poloh na pražcích.

## Současnost
V současné době je hra na nástroj a jeho výroba po teoretické, praktické i konstrukční stránce velmi dobře zvládnuta, hra na loutnu se vyučuje v předních hudebních institutech a je pro ni skládána i novodobá hudba.